# جایا پرادا
جایا پرادا (انگلیسی: Jaya Prada؛ زادهٔ ۳ آوریل ۱۹۶۲) یک هنرپیشه، و سیاست‌مدار اهل هند است.
او در فیلم میدان جنگ بازی کرده‌است.

## گزیده فیلم‌شناسی
فهرست برخی از فیلم‌هایی که جایا پرادا در آن‌ها به ایفای نقش پرداخته‌است:
- ۱۹۷۹ گاما
- ۱۹۷۹ دنیا و پس از آن
- ۱۹۸۰ برخورد
- ۱۹۸۲ بیکار
- ۱۹۸۲ باوری
- ۱۹۸۲ دل نادان
- ۱۹۸۳ پیوستن به اقیانوس
- ۱۹۸۳ قیامت
- ۱۹۸۳ سرکش
- ۱۹۸۳ به‌ پیش
- ۱۹۸۳ من آواره‌ام
- ۱۹۸۴ طحفه
- ۱۹۸۴ دین و قانون
- ۱۹۸۴ تصمیم من
- ۱۹۸۴ می‌خواره
- ۱۹۸۴ مقصد
- ۱۹۸۴ گام نو
- ۱۹۸۴ وضعیت
- ۱۹۸۴ آواز
- ۱۹۸۵ تقدیر
- ۱۹۸۵ هوشیار
- ۱۹۸۵ زبردست
- ۱۹۸۵ حقیقت
- ۱۹۸۵ همراه من
- ۱۹۸۶ پادشاهی
- ۱۹۸۶ گزینه آخر
- ۱۹۸۶ زیباتر از بهشت
- ۱۹۸۶ مدت
- ۱۹۸۶ دو لحظه عشق
- ۱۹۸۶ عشق اینجوری کجاست
- ۱۹۸۷ اولاد
- ۱۹۸۷ سرگرم‌کننده
- ۱۹۸۷ چه کسی عدالت را اجرا خواهد کرد؟
- ۱۹۸۷ سندور
- ۱۹۸۸ حرف‌های مردانه
- ۱۹۸۸ گنگا در کشور شما
- ۱۹۸۸ ایثار
- ۱۹۸۸ داستان هر خانه
- ۱۹۸۹ جادوگر
- ۱۹۸۹ من دشمن تو هستم
- ۱۹۸۹ اعلان جنگ
- ۱۹۸۹ صدای قانون
- ۱۹۸۹ ما هم انسان هستیم
- ۱۹۸۹ خانه
- ۱۹۸۹ مجبور
- ۱۹۸۹ شهزاده
- ۱۹۹۰ سرزمین زخمی
- ۱۹۹۰ امروز آرجون
- ۱۹۹۰ افسر پلیس
- ۱۹۹۰ عدالت و بی عدالتی
- ۱۹۹۱ ایندراجیت
- ۱۹۹۱ فرشته
- ۱۹۹۲ مادر
- ۱۹۹۳ خدای بشریت
- ۱۹۹۳ پسر زمین
- ۱۹۹۳ خون آشام
- ۱۹۹۳ انتقام
- ۱۹۹۳ شجاعت
- ۱۹۹۴ انسانیت
- ۱۹۹۴ چهارراه
- ۱۹۹۵ بارش برف
- ۱۹۹۵ گناهکاران الهه
- ۱۹۹۵ میدان جنگ
- ۱۹۹۶ پادشاهی کوچک
- ۱۹۹۷ جنگ زندگی
- ۱۹۹۷ لاو کوش
- ۱۹۹۸ من آن دخترم
- ۱۹۹۸ ظلم و ستم
- ۱۹۹۸ سوامی ویوکاناندا
- ۱۹۹۹ مرد آهنی
- ۱۹۹۹ جشنواره
- ۱۹۹۹ کوهرام
- ۱۹۹۹ قاضی
- ۲۰۰۰ فرستاده آسمانی
- ۲۰۰۲ سلسله قمری
- ۲۰۰۳ سری رنوکادیوی
- ۲۰۰۴ خاکی
- ۲۰۰۴ در این اقیانوس عشق
- ۲۰۰۶ پس ببخشید
- ۲۰۰۷ این پیوند عاشقانه
- ۲۰۰۷ توطئه
- ۲۰۰۷ نابغه
- ۲۰۰۸ ده زندگی
- ۲۰۰۹ آخرین دوست
- ۲۰۱۰ هوس: سفر یک زن
- ۲۰۱۱ عشق
- ۲۰۱۲ رزمنده انقلابی سنگولی رایانا
- ۲۰۱۳ راجو
- ۲۰۱۸ عالی
- ۲۰۲۳ زیبای طلائی
- ۲۰۲۳ رئیس راماچاندرا و شرکا